# Refinanzierungskosten
Refinanzierungskosten sind der Aufwand, den die Kreditinstitute für die Refinanzierung ihres Aktivgeschäfts zu tragen haben.

## Arten
Zu den Refinanzierungskosten gehört der gesamte Zinsaufwand nach § 29 Kreditinstituts-Rechnungslegungsverordnung (RechKredV). Dieser umfasst insbesondere den Zinsaufwand für Kundeneinlagen (Habenzinsen für Sicht-, Termin- und Spareinlagen) und Interbankeinlagen (Interbankenzins), Schuldverschreibungen (Sparbriefe), nachrangige Verbindlichkeiten, Ausschüttungen auf begebene Genussrechte und Gewinnschuldverschreibungen oder Zuschreibungen aufgelaufener Zinsen zu begebenen Null-Kupon-Anleihen. Außerdem sind die sich aus gedeckten Termingeschäften ergebenden, auf die tatsächliche Laufzeit des jeweiligen Geschäfts verteilten Aufwendungen mit Zinscharakter sowie Gebühren und Provisionen mit Zinscharakter, die nach dem Zeitablauf oder nach der Höhe der Verbindlichkeiten berechnet werden, zu berücksichtigen. Auch kalkulatorische Zinsen für die Eigenmittel gehören zu den Refinanzierungskosten.

## Kosteneinflussgrößen
Kundeneinlagen entstehen im Rahmen der Geldschöpfung durch Geschäftsbanken. Transaktionen von Banken auf dem Geld- und Kapitalmarkt führen zur Verschiebung oder Umwandlung dieser Verbindlichkeiten in andere Positionen auf der Passivseite der Bankbilanzen wie Sparbriefe, Verbindlichkeiten gegenüber der Zentralbank oder Interbankenkredite. Als Kosteneinflussgrößen im Hinblick auf die Höhe der Refinanzierungskosten gelten das allgemeine Zinsniveau auf diesen Märkten, darüber hinaus die Devisenkurse (bei der Refinanzierung in Fremdwährung) und das Rating zur Bestimmung der Mindesteigenkapitalanforderungen für Kreditrisiken. Alle drei Einflussfaktoren sind Datenparameter, da sie durch eine Bank kurzfristig nicht änderbar sind oder sogar hingenommen werden müssen. Steigendes Zinsniveau, steigende Wechselkurse oder ein schlechteres Rating erhöhen die Refinanzierungskosten und umgekehrt. Theoretisch müssen für die bei der Zentralbank unterhaltenen Mindestreserven Opportunitätskosten einer entgangenen, alternativen Kreditgewährung in die Bankkalkulation einbezogen werden.

## Bankbetriebliche Aspekte
Die Höhe der Refinanzierungskosten hat Einfluss auf die Netto-Zinsspanne, weil bei gegebenem Zinsertrag eine Erhöhung der Refinanzierungskosten diese Zinsspanne verringert und umgekehrt. Überwiegen bei einem Kreditinstitut die aktiven Festzinspositionen (Festzinskredite), wird sich bei steigendem Marktzins die Zinsspanne reduzieren, weil die variablen Refinanzierungskosten steigen, ohne dass die Zinserträge angepasst werden können; hier verwirklicht sich das Zinsspannenrisiko. Determinanten dieses Zinsspannenrisikos sind Festzinsüberhänge und Festzinslücken, da im Falle eines aktivischen Festzinsüberhangs bzw. einer passivischen Festzinslücke dieses unterschiedliche Zinsanpassungsverhalten bei steigendem Zinsniveau zwingend zu einer Senkung der Zinsspanne und umgekehrt führt. Entsprechend verringert sich die Zinsspanne auch, wenn langfristige passive Festzinsgeschäfte bei sinkendem Marktzins von einer Bank nicht angepasst werden können. Eine hohe Zinsspanne kann einerseits auf überhöhte Kreditrisiken und andererseits auf Geldanleger mit niedriger Verhandlungsmacht schließen lassen. Besitzt eine Bank sowohl im Kreditgeschäft als auch im Einlagengeschäft eine hohe Verhandlungsmacht, können sich ihre Zinsspannen erhöhen.  
Eine Sicherung der Refinanzierungskosten kann durch verschiedene Hedginggeschäfte ermöglicht werden. Kreditinstitute können den Anlegern insbesondere in Zeiten eines steigenden Zinsniveaus zunehmend Festzinsvereinbarungen anbieten, bei sinkendem Zinsniveau tendieren Banken umgekehrt zu variablen Habenzinsen. Außerdem können sie Zinsswaps oder Währungsswaps (bei Fremdwährungsanlagen) mit anderen Instituten abschließen. Beim Passivvorgriff geht eine Bank von einem steigenden Zinsniveau aus und beschafft sich auf den Geld- oder Kapitalmärkten Gelder, die sie in ihrem Aktivgeschäft zunächst nicht benötigt. Beim Aktivvorgriff ist umgekehrt die vollständige Refinanzierung noch nicht gesichert, so dass die Refinanzierungskosten insgesamt noch nicht feststehen.